# Pycnoscelus surinamensis
Pycnoscelus surinamensis es una especie de cucarachas del género Pycnoscelus, familia Blaberidae. Fue descrito por primera vez en 1758 por Linneo.
El adulto mide 20 mm. Es capaz de reproducción partenogenética. Es de origen de la región indomalaya pero se ha difundido por todo el mundo, especialmente en zonas tropicales o en invernaderos. No es una plaga seria.